# Ocotea platyphylla
Ocotea platyphylla là loài thực vật có hoa trong họ Nguyệt quế. Loài này được (Lundell) Rohwer miêu tả khoa học đầu tiên năm 1991.